# Włodzimierz Puchalski
Włodzimierz Puchalski (6 de marzo de 1908 – 19 de enero de 1979) fue un fotógrafo y director de cine polaco.

## Biografía
Puchalski nació en Mosty Wielkie, cerca de Lwów (entonces Imperio austrohúngaro, actualmente Lviv en Ucrania). Puchalski estudió en el Politécnico de Leópolis recibiéndose de ingeniero agrónomo. Fue el primero en utilizar la expresión "cacería sin sangre" para describir a la caza de vida silvestre mediante el uso de una cámara de fotografía.
Comenzó su carrera como fotógrafo en el Cuerpo de Cadetes y durante sus estudios universitarios, inicialmente fotografiando patos en estanques en Żółkiew (Zhovkva) desde escondites camuflados con pasto, y posteriormente aves carnívoras en Sokal. También dejó registros de escenas de cacería de la nobleza polaca.
Durante la Segunda Guerra Mundial, trabajó como guardaparques en el Bosque Sandomierz regresando a su pasión luego de la guerra. Se unió a la Wytwórnia Filmów Oświatowych w Łodzi la compañía cinematográfica educativa de Łódź y, viajó constantemente por Polonia, tomó fotografías de temas naturales: bandadas de aves migratorias en los ríos Biebrza y Narew, como también de bisonte europeo, alces, lobos, linces, castores, ciervos y animales pequeños.
En Spitsbergen, recolectó gran cantidad de material sobre la fauna de esta zona fría; en la estación polaca de investigaciones en la isla Rey Jorge en la Antártida, fotografió pingüinos, lobos marinos, huesos de ballenas y aves. Falleció mientras filmaba skuas.